# Tanaka Fujimaro

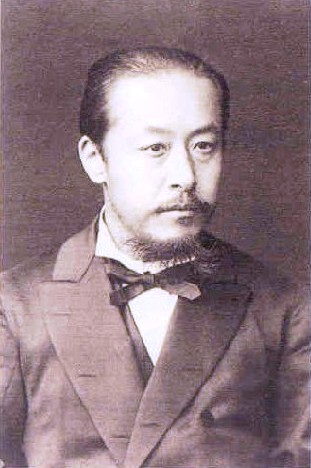
Tanaka Fujimaro

Shishaku Tanaka Fujimaro (japanisch 田中 不二麿; * 16. Oktober 1845 in Nagoya, Provinz Owari (heute: Präfektur Aichi); † 1. Februar 1909 in Mejiro, Tokio) war ein japanischer Politiker während  der Meiji-Zeit. 

## Leben und Werk
Tanaka Fujimaro wurde als Sohn eines Samurai des Owari-Han geboren. Er nahm als Beauftragter für Erziehung und Bildung an der Iwakura-Mission 1871–1873 teil, traf Niijima Jō am Amherst College und studierte gründlich die westlichen Erziehungssysteme. Nach seiner Rückkehr wurde er 1874 stellvertretender Kultusminister in der neuen Regierung. Von 1876 bis 1877 besuchte er wieder die USA, sah die Centennial Exhibition in Philadelphia, besuchte Erziehungseinrichtungen und arbeitete nach Rückkehr daran, das japanische Schulverwaltungssystem zu verbessern. Er revidierte den Erziehungserlass von 1872, die er als zu zentralistisch empfand. Damit schuf er die Grundlage für den neuen Erziehungserlass von 1879, der nicht so zentralistisch ausgelegt war. Die Kritik, dieser Erlass würde zu unklarem Verhalten der Schüler, ja zur Dekandez führen, bewog Tanaka, das Kultusministerium zu verlassen. Er übernahm 1880 das Justizministerium (司法省, Shihōshō), wirkte als Gesandter in Italien und Frankreich und war vom 6. Mai 1891 bis 23. Juli 1892 noch einmal Justizminister, und zwar im 1. Matsukata-Kabinett. – Tanaka war Mitglied der Vereinigung Meirokusha. Er wurde 1887 zum Vizegraf (Shishaku) ernannt.
In Verbindung mit der neue eingerichteten Musikforschungsstelle (音楽取調掛, Ongaku torishirabegakari) sandte er den Musikpädagogen Isawa Shūji (伊沢 修二; 1851–1917) und Begleiter nach Europa und Amerika. Ein Ergebnis war, dass das deutsche Liedgut mit Liedern wie „Hänschen klein“ (蝶々, Chōchō), „Alle Vögel sind schon da“ (霞か雲か, Kasumi ka, kumo ka) oder „Loreley“ (ローレライ) in den Schulen gelehrt wurde und wird.